# 路易斯·卡洛斯·克罗西尔
路易斯·卡洛斯·克罗西尔（1950年—）是西班牙经济学家。1986年至1988年担任工业与能源大臣。

## 生平
1950年8月18日出生于加那利群岛阿鲁卡斯。在马德里求学，毕业于马德里康普顿斯大学经济学专业，期间秘密加入西班牙共产党。之后前往巴黎深造，1974年返回马德里，加入了西班牙工人社会党。佛朗哥去世后，他加入了民政管理高级技术人员代表团
1982年大选中，他是工人社会党的代表之一。1983年初，他接替了弗朗西斯科·费尔南德斯·奥多涅斯离开眾議院后的马德里选区的空缺席位。但他很快放弃了席位，把位置让给了曼努埃尔·阿伟洪·阿达梅斯。
在经济与财政部长卡洛斯·索尔查加的安排下，他在1984年就任西班牙国家工业协会主席。任职期间，他加速了国有工业企业的私有化进程。
1986年7月，他在第二次冈萨雷斯内阁中出任工业与能源大臣，时年35岁。在1988年内阁改组后，他不再担任该职位，而是被任命为国家证券市场委员会主席。
他曾是西班牙一些大型企业的董事会成员，如阿道夫·多明格斯、Jazztel和西班牙國家石油公司等。

## 荣誉
- 大十字级卡洛斯三世勋章（1989年）[11]